# Hunter (песня Дайдо)
«Hunter» (с англ. — «Охотник») ― сингл британской певицы Дайдо с ее дебютного альбома No Angel (1999). Песня была выпущена в качестве третьего сингла с альбома в США 18 июня 2001 года. Она заняла 17-е место в UK Singles Chart и вошла в топ-50 в Австралии, Франции, Греции, Ирландии и Новой Зеландии. В США она вошла в топ-20 двух чартов Billboard.

## Видеоклип
Действие видео, снятого режиссером Мэтью Ролстоном, происходит в городе в ночь полнолуния. На видео Дайдо преследует своего двойника в городе. Она поет песню на балконе, в гостиной, а также в подводном парке развлечений. Видео заканчивается тем, что певица догоняет своего двойника в туннеле и они обнимаются.

## Трек-лист
| UK CD1 1. "Hunter" – 3:54 2. "Hunter" (MJ Cole remix) – 6:07 3. "Take My Hand" (Rollo & Sister Bliss remix) – 8:03 UK CD2 1. "Hunter" – 3:54 2. "Hunter" (FK-EK vocal mix) – 7:04 3. "Take My Hand" (Brothers in Rhythm remix) – 8:50 | UK 12-inch single A. "Hunter" (MJ Cole remix) – 6:07 B. "Take My Hand" (Rollo & Sister Bliss remix) – 8:03 Australian CD single 1. "Hunter" – 3:56 2. "Hunter" (FK-EK vocal mix) – 7:04 3. "Take My Hand" (Rollo & Sister Bliss remix) – 8:03 |

## Чарты
| Чарт (2001)                        | Высшая позиция |
| ---------------------------------- | -------------- |
| Австралия (ARIA)                   | 50             |
| Бельгия/Фландрия (Ultratip)        | 7              |
| Бельгия/Валлония (Ultratip)        | 4              |
| Europe (Eurochart Hot 100)         | 63             |
| Франция (SNEP)                     | 45             |
| Greece (IFPI)                      | 10             |
| Ирландия (IRMA)                    | 48             |
| Нидерланды (Single Top 100)        | 73             |
| Новая Зеландия (Recorded Music NZ) | 28             |
| Шотландия (Scottish Singles Chart) | 17             |
| Швейцария (Schweizer Hitparade)    | 59             |
| Великобритания (UK Singles Chart)  | 17             |
| США (Billboard Adult Top 40)       | 16             |
| США (Billboard Dance Club Songs)   | 9              |